# 亚历山大·别利亚夫斯基
亚历山大·亨里霍维奇·别利亚夫斯基（俄语：Александр Генрихович Белявский，羅馬化：Aleksandr Genrikhovich Belyavskiy，1953年12月17日—），国际象棋棋手，特级大师。
别利亚夫斯基出生于苏联利沃夫（现位于乌克兰），苏联解体后为乌克兰棋手。1994年起，他赴斯洛文尼亚居住，并效力于斯洛文尼亚奥林匹克队。他是1973年国际象棋世界青年冠军，并于1974年、1980年、1987年、1990年四度获得苏联国际象棋冠军。其最高等级分则为1997年创下的2710分。